# قيصوم عطر
قيصوم عطر أو أخيليا عَطِرَة أو فيسون (الاسم العلمي: Achillea moschata) نبات بري جبلي صغير معمر من فصيلة النجمية وقبيلة الشعاعيات،
يزرع أحياناً في الحدائق الصخرية. يتحلى، ككل الأخيليات تقريباً، بالخصائص الطبية ذاتها. وتدخل مُعظم الأنواع الجبلية الصغيرة
في صناعة الفرموت والمشهيات والمشروبات الهاضمة التي تُعطرها.

## الفوائد الطبية
النبتة بكاملها تُستعمل في عسر الهضم والإصابات الرئوية وفقدان الشهية والسعال. وهي مقوية، تُنشط العمليات الهضمية،
مُعرقة، بلسمية، مُقشعة ومشهية. تُستعمل غالباً لإصلاح رائحة المستحضرات الطبية وطعمها.